# Bertiera pauloi
Bertiera pauloi là một loài của thực vật thuộc họ Rubiaceae. Đây là loài đặc hữu của Tanzania.